# Collio
Collio är en ort och kommun i provinsen Brescia i regionen Lombardiet i Italien. Kommunen hade 2 066 invånare (2018).